# Kolegium Akademickie Zachodniej Galilei
Kolegium Akademickie Zachodniej Galilei (hebr. המכללה האקדמית גליל מערבי) – izraelska uczelnia niepubliczna w Akce w Zachodniej Galilei.

## Historia
Instytucja została założona w 1994 w oparciu o utworzone w 1974 Kolegium Regionalne Zachodniej Galilei, które początkowo umożliwiało mieszkańcom okolicznych osad rolniczych tylko uzupełnianie wykształcenia na poziomie szkoły średniej. W 1984 uruchomiono pierwszy program akademicki. W tym samym roku powstała szkoła techniczna. W 1987 otwarto bibliotekę akademicką.

## Informacje ogólne
W 2013 kampus zajmował powierzchnię około 83 hektarów, a według planów przyszłej rozbudowy ma zajmować 162 hektary. Powierzchnia budynków w 2013 wynosiła 20 tys. m². W skład kompleksu budynków wchodzą sale akademickie, laboratoria naukowe, biblioteka, restauracja, kawiarnia, sklep, synagoga oraz biura. Ponieważ jest to uczelnia niepubliczna, studenci są zobowiązani opłacać czesne za naukę. Umożliwia ona zdobycie tytułu licencjata oraz dalszą kontynuację nauki na Uniwersytecie Bar-Ilana.
Kolegium kształci w następujących kierunkach: socjologia, organizacja socjologii, socjoantropologia, politologia, ekonomia i administracja, informatyka, informacja, kryminologia, Bliski Wschód, edukacja, trudności w uczeniu się, poradnictwo zawodowe, administracja edukacji, wspieranie edukacji, pomoc społeczna, teatr i taniec, komunikacja interpersonalna, administracja publiczna, bezpieczeństwo, zarządzanie zasobami ludzkimi, Holocaust.